# تان يي خان
تان يي خان (بالملايوية: Tan Yee Khan) هو لاعب كرة الريشة ماليزي، ولد في 24 سبتمبر 1940 في فيرق في ماليزيا.

## روابط خارجية
- تان يي خان على موقع اتحاد ألعاب الكومنولث (مؤرشف) (الإنجليزية)